# Robert VI d'Auvergne
Pour les articles homonymes, voir Robert VI et Robert d'Auvergne.
Robert VI d'Auvergne, né en 1250, mort en 1314 est comte d'Auvergne de 1280 à 1314.

## Biographie
Robert VI est comte d'Auvergne (1280-1314) et comte de Boulogne (1280-1314), succédant dans les deux fiefs à son frère. Il est le fils de Robert V (v. 1225-1277), comte d'Auvergne (1247-1277) et comte de Boulogne (1247-1277), et d'Éléonore de Baffie. À la mort de son père en 1277 il devint seigneur des Combrailles puis au décès de son frère aîné en 1280 il hérite des titres de comte d'Auvergne et de Boulogne.
Avant 1282, il épousa Béatrice de Montga(s)con, dame de Montgascon et de Pontgibaut, fille de Falcon, seigneur de Montga(s)con (à Luzillat ).
On ne connaît qu'un enfant issu de cette union :
- Robert VII (v. 1282-1325), comte d'Auvergne (1314-1325) et comte de Boulogne (1314-1325).